# СМЗ С-1Л/С-3Л
СМЗ С-1Л — двомісний триколісний автомобіль — мотоколяска, що випускалася Серпухівським мотоциклетним заводом з 1952 по 1956 рік. У 1956—1958 році випускалася модифікація С-3Л, що відрізнялася від базової більш потужним двигуном. Всього було виготовлено 19 128 мотоколясок моделі С-1Л та 17 053 —- моделі С-3Л.

## Загальні технічні характеристики
| Назва характеристики       | C-1Л                                                               | C-3Л                                                          |

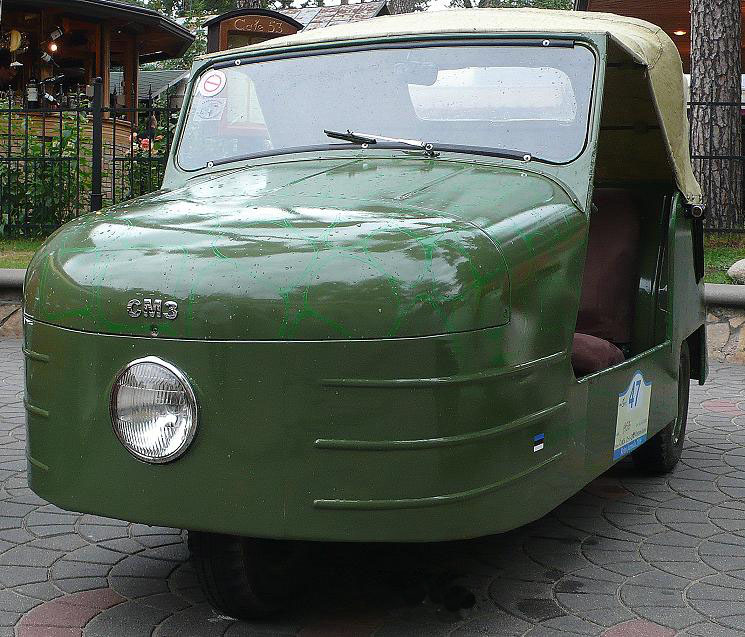
СМЗ С-1Л/С-3Л

| Кількість дверей / місць   | 2 / 2                                                              | 2 / 2                                                         |
| Тип двигуна, робочий об'єм | 1-циліндровий мотоциклетний двотактний двигун Москва-М1А, 123 см ³ | 1-циліндровий мотоциклетний двотактний двигун Іж-49, 346 см ³ |
| Потужність двигуна         | 4 к.с.                                                             | 8 к.с.                                                        |
| Система живлення           | карбюратор                                                         | карбюратор                                                    |
| Кількість передач          | 3                                                                  | 3                                                             |
| Розташування двигуна       | ззаду, поздовжнє                                                   | ззаду, поздовжнє                                              |
| Привод                     | задній                                                             | задній                                                        |
| Максимальна швидкість      | 30 км/год                                                          | 60 км/год                                                     |
| Маса у спорядженому стані  | 275 кг                                                             | 275 кг                                                        |
| довжина                    | 2650 мм                                                            | 2650 мм                                                       |
| ширина                     | 1388 мм                                                            | 1388 мм                                                       |
| висота                     | 1330 мм                                                            | 1330 мм                                                       |
| Гальма задні               | барабанні                                                          | барабанні                                                     |
| Гальма передні             | відсутні                                                           | відсутні                                                      |
| Шини                       | 4,50-9"                                                            | 4,50-9"                                                       |

## Модифікації
- C-1Л — базовий варіант мотоколяски, випускався з 1952 по 1956 рік.
- C-1Л-О — варіант з керуванням однією правою рукою.
- C-1Л-ОЛ — варіант з керуванням однією лівою рукою.
- C-2Л — дослідна модель з 2-х циліндровим двигуном і незначними змінами в дизайні, серійно не випускалася.
- С-3Л — модернізований варіант мотоколяски з потужнішим двигуном Іж-49, випускалася з 1956 по 1958 рік.

## До ігрових та сувенірних колекцій
Модель СМЗ С-1Л кольору хакі була випущена як додаток до журналу «Автолегенди СРСР» № 47.